# Ambleny
Ambleny é uma comuna francesa na região administrativa de Altos da França, no departamento Aisne. Estende-se por uma área de 17,32 km². Em 2010 a comuna tinha 1 205 habitantes (densidade: 69,6 hab./km²).